# Astragalus diaphanus
Astragalus diaphanus es una especie de planta herbácea perteneciente a la familia de las leguminosas. Es originaria de Estados Unidos.

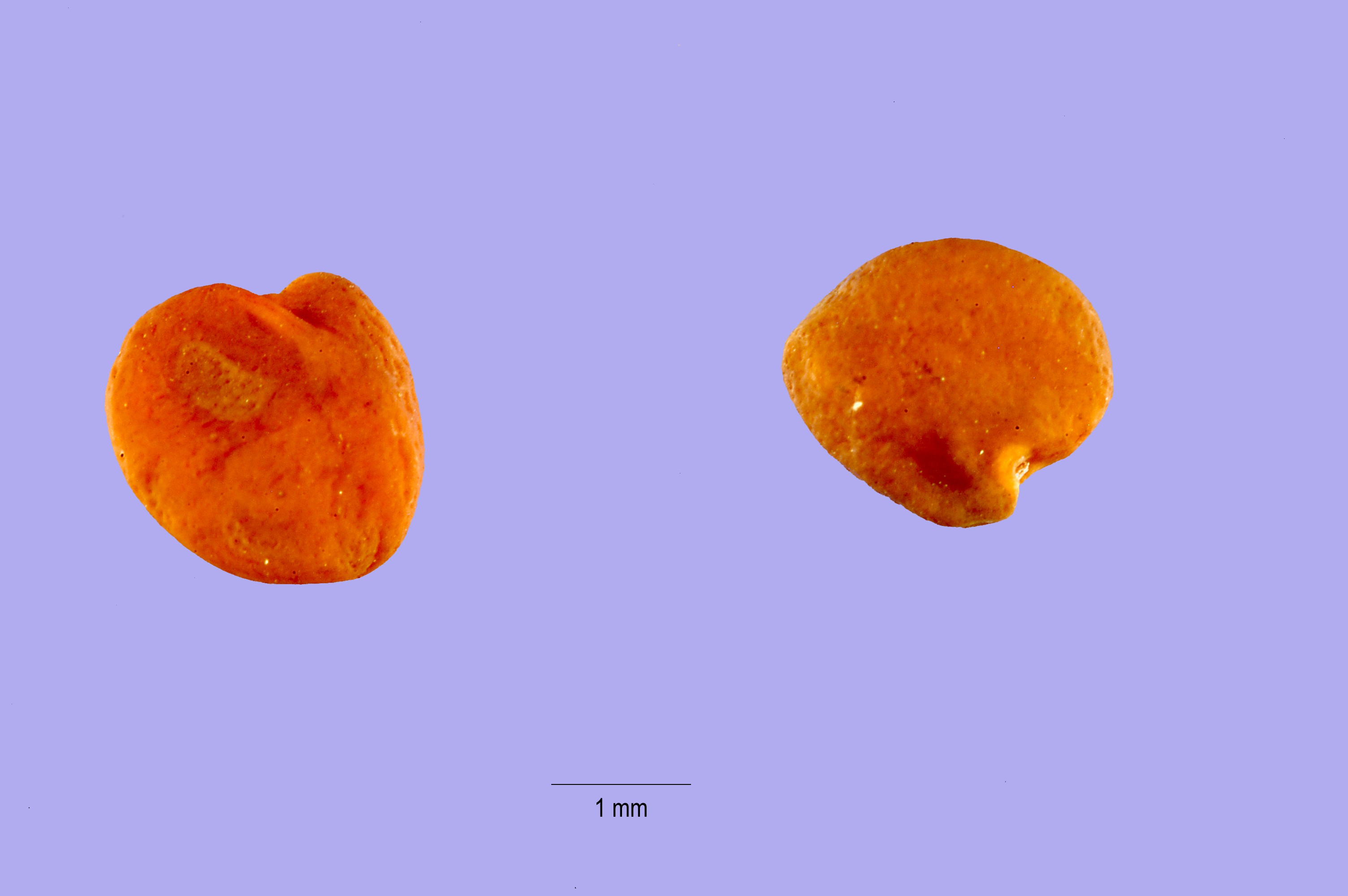
Semillas

## Distribución
Es una planta herbácea perennifolia que se encuentra en Estados Unidos, donde se distribuye por Oregón y Washington.

## Taxonomía
Astragalus diaphanus fue descrita por William Jackson Hooker y publicado en Flora Boreali-Americana 1(3): 151. 1831.
Etimología
Astragalus: nombre genérico derivado del griego clásico άστράγαλος y luego del Latín astrăgălus aplicado ya en la antigüedad, entre otras cosas, a algunas plantas de la familia Fabaceae, debido a la forma cúbica de sus semillas parecidas a un hueso del pie.
diaphanus: epíteto latíno que significa "diáfano"
Sinonimia
- Astragalus craigi M.E.Jones
- Astragalus diaphanus var. diurnus (S.Watson) M.Peck
- Astragalus diurnus S.Watson
- Astragalus drepanolobus A.Gray
- Astragalus lentiginosus var. diaphanus (Hook.) M.E.Jones
- Hamosa drepanoloba (A.Gray) Rydb.
- Phaca diurna (S.Watson) Rydb.[4][5]